# Slime (juguete)

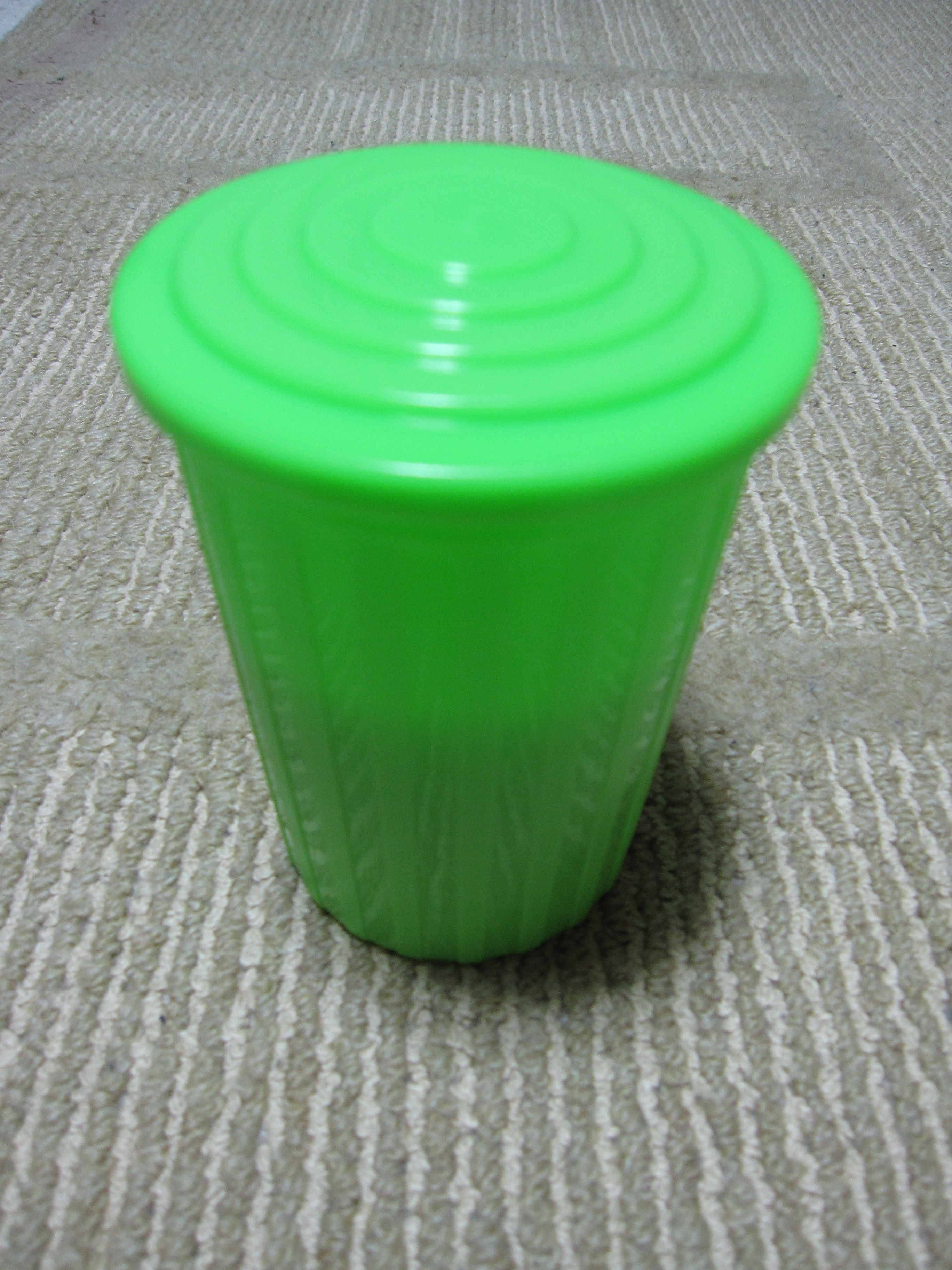
Slime

Slime es un material compuesto de colorante, aromatizante, pegamento, detergente, almidón de maíz, bicarbonato y agua fabricado por la empresa  Mattel, el cual fue lanzado en 1976 dentro de un bote de plástico. Se trata de un material hecho principalmente con pegamento y borax, o activador, blando y no tóxico. Actualmente se puede elaborar desde casa, variando su color y tamaño. Se caracteriza por atraer la atención de los niños debido a su flexibilidad lo que los ayuda a distribuir su motricidad.
Con el paso de los años, el Slime llegó al mercado en distintas versiones (insectos de goma, globos oculares) e incluso fue un accesorio de varias líneas de juguetes como 'Masters of the Universe', 'Slime Monster' (juego de mesa), 'Real Ghostbusters' y 'Teenage Mutant Ninja Turtles'.
La sustancia se mostró inofensiva en todo momento, pero representó un daño a la higiene por la dificultad de retirarlo del pelo, las uñas y la ropa.

## Componentes químicos
Los componentes originales son la goma guar de polisacárido y el tetraborato de sodio. Para diseñar el Slime en casa se requiere detergente líquido, pegamento sintético y colorante artificial. Y para evitar el uso de jabones, también puede fabricarse con almidón de maíz y crema dental.

## Juegos de rol
En los juegos de rol, tanto videojuegos como de mesa, existen las criaturas llamadas limos (también llamados cienos o gelatinas)

## Películas
Un slime gigante aterroriza una ciudad en las diferentes versiones de 'The Blob' (El terror no tiene forma)